# Glogova (gmina)
Glogova – gmina w Rumunii, w okręgu Gorj. Obejmuje miejscowości Cămuiești, Cleșnești, Glogova, Iormănești i Olteanu. W 2011 roku liczyła 1889 mieszkańców.